# Vitold Pavlovics Fokin
Vitold Pavlovics Fokin (ukránul: Вітольд Павлович Фокін; Novomikolajivka, 1932. október 25. – 2025. március 20.) orosz nemzetiségű ukrán bányamérnök, politikus, 1990 októbere és 1992 októbere között Ukrajna miniszterelnöke volt.

## Élete és munkássága
Ukrajna Zaporizzsjai területén, a Novomikolajivkai járás székhelyén, Novomikolajivkában született. Szülei tanárok voltak. 1954-ben végzett a Dnyipropetrovszki Bányászati Főiskolán (ma: Dnyiprói Nemzeti Műszaki Egyetem) bányaművelés szakon.

### Szakmai karrierje a szénbányászatban
Tanulmányai után 1963-ig a Luhanszki terület több bányájában dolgozott különböző beosztásokban. A Bokivszka bányában a bányaigazgató asszisztense, Bokovoantracit bányájában kezdetben főmérnök-helyettes, főmérnök, majd a bányaigazgatóság vezetője volt.

У 1967 році Фокін вступив у Комуністичну партію.
1963-tól 1971-ig különféle szintű vállalatvezetői beosztásokat töltött be, közben 1967-ben tagja lett a Szovjetunió Kommunista Pártjának (SZKP). Ő volt a Krasznij Lucsban működő Donbaszantracit bányakombinát helyettes vezetője, később a pervomajszki Pervomajszkvuhillja vállalat vezetője, a kagyijivkai (1978–2016 között: Sztahanov) Vorosilovhradvuhillja kombinát főmérnöke, majd a szverdlovszki (2016-tól: Dovzsanszk) Szverdlovantracit bányavállalat igazgatója.

### Politikai karrierje
1971-ben Kijevbe, az Ukrán SZSZK Tervhivatalába (Derzsplan) helyezték, melynek 1972-től helyettes vezetője, 1987-től vezetője volt. 1990 júliusában az Ukrán SZSZK Minisztertanácsának elnökhelyettesévé nevezték ki. 1990 októberében, az Ukrajna függetlenné válása alatti átmeneti időszakban ügyvivő miniszterelnökként tevékenykedett, majd novemberben kinevezték miniszterelnökké. Az 1991. március 17-i parlamenti választáson egyéni választókerületből (65%-os eredménnyel) képviselővé választották. Kormányfőként halogatta a gazdasági reformokat, működése idejére esett az ukrajnai hiperinfláció és a drasztikus gazdasági visszaesés. 1992. szeptember 30-án az Ukrán Legfelsőbb Tanács és a közvélemény nyomására lemondott posztjáról. Utóda rövid időre Valentin Szimonenko lett. Lemondását követően 1994 májusáig az Ukrán Legfelsőbb Tanács elnökhelyettese volt.

### Pályafutása a miniszterelnöksége után
Később visszavonult a politikától, a társadalmi és a tudományos életben tevékenykedett.
1993-tól au Ukrán Tudományos Akadémia Világgazdasági és Nemzetközi Kapcsolatok Intézetének tudományos munkatársa volt. Elnöke volt az Ukrajna és az Oroszországi Föderáció közötti humanitárius és gazdasági kapcsolatok fejlesztéséért létrehozott nemzetközi alapítványnak. 1997–2001 között az Ukrajna elnöke mellett működő Legfelsőbb Gazdasági Tanács tagja volt. 1999-től a luhanszkiek kijevi közösségének elnöke, később tiszteletbeli elnöke volt.
2020. augusztus 18-tól a kelet-ukrajnai háború békés rendezés érdekében létrehozott háromoldalú kontaktcsoport ukrán delegációjának elnök-helyettese volt. E minőségében megpróbált lépéseket tenni a kelet-ukrajnai orosz szakadárok érdekében, emiatt felkerült az ukránellenes tevékenységet folytató személyeket listázó Békefenntartó Csoport (Mirotrvorec) adatbázisába. Majd Volodimir Zelenszkij elnök 2020. szeptember 30-n eltávolította a kontaktcsoport ukrán delegációjából, mert értékelése szerint az ukrán állam nevében eljáró személynek Ukrajna nemzeti érdekeit kell szem előtt tartania.
Az Ukrajna elleni orosz invázió során, 2022. március 27-én az ukrán légvédelem által lelőtt orosz rakéta roncsa megrongálta Fokin Kijev Darnicjai kerületében lévő házát. Maga Fokin nem sérült meg, mert abban az időszakban Moldovában tartózkodott vendégségben egy ismerősénél.

### Halála
92 éves korában, 2025. március 20-n hunyt el. Haláláról unokája, az Egyesült Államokban élő Marija Fokina adott hírt a Facebookon.

## Külső hivatkozások
- Életrajza az Ukrán Legfelsőbb Tanács honlapján (ukránul)